# Alphonse Théodore Guérin
Pour les articles homonymes, voir Guérin.
Alphonse Théodore Guérin, né le 27 juillet 1857 à Paris, où il est mort le 16 novembre 1919, est un architecte français.

## Biographie
Il est le fils de Jean Théodore Guérin et Eugénie Anne Baptiste Rouffey.
Ancien élève de l'École nationale des beaux-arts de Paris, il est attaché au cabinet de Charles Chipiez, architecte du gouvernement, avec lequel il collabore spécialement sur des dessins concernant l'Histoire de l'art dans l'Antiquité.
En 1878, Guérin dispense des cours de dessin graphique et de perspective dans un atelier ouvert au 81-83 boulevard du Montparnasse, à Paris. De cette école est issue l'École normale d'enseignement du dessin (dite École Guérin), établissement subventionné par le conseil municipal et le conseil général de la Seine et ouverte, avec un statut semi-privé, au 19 rue Vavin et 9 rue Bréa. Guérin dirige cette école à partir de son inauguration qui a lieu en 1881.

## Distinctions honorifiques et décorations
Diverses participations et titres :
- de 1886 à 1889 il obtient plusieurs médailles d'argent aux expositions nationales (Blanc et Noir, Société d'encouragement à l'art et à l'industrie, etc.) ;
- en 1889 médaille d'or à l'Exposition universelle de Paris pour son enseignement et médaille d'argent pour sa mission sur les travaux archéologiques ;
- en 1894 Diplôme d'honneur à l'Exposition internationale du livre et des industries du papier ;
- en 1897 Diplôme d'honneur à l'Exposition internationale de céramique ;
- en 1897 Diplôme d'honneur à l'Exposition universelle de Bruxelles ;
- en 1900 participation en Hors concours à l'Exposition universelle de Bruxelles.

Parmi ses titres honorifiques :
- Chevalier de la Légion d'honneur (16 août 1900)[3]
- Officier de l'ordre des Palmes académiques (1898)[3]